# Ochropleura cinctithorax
Ochropleura cinctithorax är en fjärilsart som beskrevs av Walker 1857. Ochropleura cinctithorax ingår i släktet Ochropleura och familjen nattflyn. Inga underarter finns listade i Catalogue of Life.